# Vehmersalmi

Wapen van Vehmersalmi

Vehmersalmi is een voormalige gemeente in de Finse provincie Oost-Finland en in de Finse regio Noord-Savo. De gemeente had een totale oppervlakte van 348 km2 en telde 2056 inwoners in 2003.
In 2005 werd de gemeente deel van Kuopio.
Iisalmi · Joroinen · Kaavi · Keitele · Kiuruvesi · Kuopio · Lapinlahti · Leppävirta · Pielavesi · Rautalampi · Rautavaara · Siilinjärvi · Sonkajärvi · Suonenjoki · Tervo · Tuusniemi · Varkaus · Vesanto · Vieremä
Voormalige gemeenten:
Iisalmen maalaiskunta · Juankoski · Karttula · Kuopion maalaiskunta · Maaninka · Muuruvesi · Nilsiä · Riistavesi · Säyneinen · Varpaisjärvi · Vehmersalmi